# Мамедова, Умай Алекпер кызы
Умай Алекпер кызы Мамедова (азерб. Humay Ələkbər qızı Məmmədova; 8 марта 1925, Гянджинский уезд — ?) — советский азербайджанский виноградарь, Герой Социалистического Труда (1949).

## Биография
Родилась 8 марта 1925 года в селе Тазакенд Гянджинского уезда Азербайджанской ССР (ныне Шамкирский район).
С 1942 года — звеньевая виноградарского совхоза имени Азизбекова Шамхорского района, с 1966 года — рабочая совхозного общества потребителей Шамхорского района. В 1948 году получила урожай винограда 179 центнеров с гектара на площади 3,5 гектаров.
Указом Президиума Верховного Совета СССР от 5 октября 1949 года за получение высоких урожаев винограда в 1948 году Мамедовой Умай Алекпер кызы присвоено звание Героя Социалистического Труда с вручением ордена Ленина и золотой медали «Серп и Молот».
С 2002 года — президентский пенсионер.